# Поклонничество
Поклонничество (рядко пилигримство или хаджилък) е пътуване от религиозни подбуди до свети места.
Мотивът за извършване на поклонничество може да бъде желание за опрощаване на грехове или молитва (например за здраве, за успехи). Поклонничеството се свързва, също така, с принасяне на жертва на Бога или Светията (Светицата).
Поклонничеството може да бъде индивидуално или групово. Груповите пътувания се организират от религиозните институции.
Поклонничеството като проява на религиозност започва още по времето на Древен Египет, Елада и Римската империя. И в културата на Близкия изток са съществували дни за поклонничество (примерно до Йерусалим в дните на Пасха). По този начин еврейската традиция е била възприета, както от християните, така и мюсюлманите. Когато през 638 г. Палестина е била завзета от мюсюлманите, християните поклонници започнали традиционни пътувания до гробовете на Св. Петър и Св. Павел в Рим и пр.
В някои религии поклонничеството има задължителен характер – например за исляма такива са пътуванията до Мека.

## Поклоннически места

### Християнство
- Божи гроб, Йерусалим (Палестинска автономия)
- Ченстохова, (Полша)
- Лихен, (Полша)
- Витлеем, Йерусалим (Палестинска автономия)
- Атон (Гърция)
- Фатима (Португалия)
- Лурд (Франция)
- Рим (Италия)
- Сантяго де Компостела (Испания) и др.

### Юдаизъм
- Стената на плача в Йерусалим
- град Сафед

### Ислям
- Мека и Медина (Саудитска Арабия)